# Gabriel Perreton
Gabriel Perreton est un homme politique français né le 20 septembre 1759 à Grenoble (Isère) et décédé le 9 février 1836 à Grenoble.
Avocat au Parlement de Grenoble en 1780, il est juge au tribunal de district de Bourgoin en 1790, puis juge au tribunal civil de l'Isère en 1796 et président du tribunal civil de Grenoble en 1800 avant de passer juge au tribunal d'appel quelques mois plus tard.
Il est député de l'Isère en 1815, pendant les Cent-Jours, et est destitué de ses fonctions de magistrat sous la Seconde Restauration.

## Sources
- « Gabriel Perreton », dans Adolphe Robert et Gaston Cougny, Dictionnaire des parlementaires français, Edgar Bourloton, 1889-1891 [détail de l’édition]